# يفغيني يفتوشينكو
يفغيني يفتوشينكو (بالروسية: Евгений Евтушенко) (مواليد 18 يوليو 1932 في زيما - 1 أبريل 2017)، هو روائي وشاعر وكاتب سيناريو روسي من أصل أوكراني. بدأ نشاطه بكتابة الشعر في عام 1949، ثم في عام 1952 أصدر أول كتاب له بعنوان "كشافة المستقبل"، وأصبح أصغر عضو في اتحاد الكتاب في الاتحاد السوفيتي. انتقل سنة 1991 للعيش في الولايات المتحدة.

## روابط خارجية
- يفغيني يفتوشينكو على موقع IMDb (الإنجليزية)
- يفغيني يفتوشينكو على موقع الموسوعة البريطانية (الإنجليزية)
- يفغيني يفتوشينكو على موقع مونزينجر (الألمانية)
- يفغيني يفتوشينكو على موقع ألو سيني (الفرنسية)
- يفغيني يفتوشينكو على موقع ميوزك برينز (الإنجليزية)
- يفغيني يفتوشينكو على موقع تيرنر كلاسيك موفيز (الإنجليزية)
- يفغيني يفتوشينكو على موقع إن إن دي بي (الإنجليزية)
- يفغيني يفتوشينكو على موقع ديسكوغز (الإنجليزية)
- يفغيني يفتوشينكو على موقع قاعدة بيانات الفيلم (الإنجليزية)
- يفغيني يفتوشينكو على موقع كينوبويسك (الروسية)